# 捷克斯洛伐克主義
捷克斯洛伐克主義（捷克語：Čechoslovakismus）是奧匈帝國統治時期，被奧地利和匈牙利兩國分割統治的兩大斯拉夫民族捷克人和斯洛伐克人間流行的一種民族主義思想。捷克斯洛伐克主義者宣称捷克人和斯洛伐克人是一個民族，強調捷克斯洛伐克的一體性。主要提倡者包括了托馬斯·馬薩里克和愛德華·貝奈斯。一戰之後捷克斯洛伐克獨立。在捷克斯洛伐克第一共和國時期，人口普查並沒有捷克人和斯洛伐克人的選項，只有捷克斯洛伐克人的選項。部分斯洛伐克人對捷克人中心的捷克斯洛伐克主義體制感到不滿。
布拉格之春之後的1969年，捷克斯洛伐克改為聯邦制國家。1993年，捷克、斯洛伐克分别獨立建国，捷克斯洛伐克正式走进历史。